# رابرت کنیکوت
رابرت کنیکوت (Robert Kennicott) (زادهٔ ۱۳ نوامبر ۱۸۳۵ – درگذشتهٔ ۱۳ می ۱۸۶۶ میلادی)، طبیعت‌گرا و خزنده‌شناس اهل ایالات متحده بود. بیماری مزمن در دوران طفولیت، کنیکوت را از رفتن به مدرسه بازداشت. در عوض، کنیکوت اغلب وقت خود را در طبیعت گذراند و به گردآوری نباتات و جانوران پرداخت. پدرش در خانه او را آموزش داده و طبیعت‌شناس جارد پوتر کرتلند را متقاعد نمود تا او را به عنوان دستیار موقت بپذیرد. پس از مدت کوتاهی، کنیکوت به مؤسسه اسمیتسونین، از طریق معاون اسپنکر فولرتن بیرد، نمونه فراهم می‌کرد.
کنیکوت در عصری برای مطالعه و محافظت از جانوران بومی مرغزار دادخواهی می‌کرد که دهقانان سعی بر نابود کردن آنها داشتند. او با دانشگاه نورث‌وسترن همکاری نمود تا در ۱۸۵۷ میلادی یک موزه تاریخ طبیعی پایه‌گذاری نماید، پس از آن آکادمی علوم شیکاگو را بنیان‌گذاری کرد. هنگام حضور در شیکاگو، او به عنوان مشاور چندین طبیعت‌شناس جوان از جمله ویلیام هیلی دال، خدمت کرد. او به باشگاه مگاتریوم (Megatherium Club) ملحق شده و نمونه‌های را در خلیج هادسون مطالعه نمود. سفر اکتشافی تلگراف اتحاد غربی (Western Union Telegraph Expedition) کنیکوت را به عنوان دانشمند در سفر کوتاه مدت خود در میانه دهه ۱۸۶۰ میلادی انتخاب نمودند. کنیکوت در جریان این سفر اکتشافی درگذشت و با گذاشتن نام او بر یخچالی در آلاسکا، یخچال کنیکوت، از وی تجلیل صورت گرفت. خانه وی، «دَ گرو» در گلنویو، ایلینوی امروزه از سوی سازمان پارک‌های ملی به عنوان مکان ملی تاریخی شناخته شده‌است.

## زندگی‌نامه
رابرت کنیکوت در ۱۳ نوامبر ۱۸۳۵ در نواورلئان، لوئیزیانا به‌دنیا آمد. پدر وی جان آلبرت به گیاه‌شناسی علاقه‌مند بود و در ناحیه نرثفیلد، شهرستان کوک، ایلینوی یک قطعه زمین بزرگ داشت که بعداً معروف به «دَ گرو» شد. رابرت یک کودک دردمند بود و با سپری کردن وقت بیشتر در طبیعت، تلاش می‌کرد تا صحت خود را بهبود بخشد. او به‌طور منظم به مدرسه نمی‌رفت، اما پدر وی تدابیرهای لازم را برای اینکه او در خانه آموزش ببیند، فراهم نمود. تحت مربی‌گری پدر خود، کنیکوت یادگرفت تا با حوصله‌مندی طبیعت را مشاهده نموده و به گردآوری نمونه‌ها آغاز نماید.
جارید پوتر کرتلاند، دوست پدر کنیکوت و یکی از طبیعت‌شناس‌های پیشتاز غرب در اواخر ۱۸۵۲ میلادی توافق نمود تا رابرت را به عنوان دستیار موقت خود بپذیرد. کنیکوت زمستان را همراه با کرتلاند در راکپورت شرقی (حالا، لیک‌وود) در اوهایو سپری کرد. کرتلاند، کنیکوت را تشویق کرد تا با سایر طبیعت‌شناس‌ها ارتباط برقرار نماید و کنیکوت به‌زودی توجه معاون مؤسسه اسمیتسونین، اسپنسر فولرتن بیرد را به‌خود جلب کرد. برای سیزده سال بعدی، کنیکوت به‌طور مداوم در مورد یافته‌های خود با بیرد مکاتبه می‌کرد. چون ایلینوی هنوز هم توسط طبیعت‌شناس‌ها به‌طور گسترده مستند نگردیده بود، کنیکوت از سوی بیرد تشویق شد تا نمونه‌ها را به وی بفرستد.
در ۱۸۵۵ میلادی، خط آهن مرکزی ایلینوی به انجمن کشاورزی ایالت ایلینوی مأموریت داد تا یک آمارگیری از منابع طبیعی ایالت انجام دهند. پدر کنیکوت رئیس این انجمن بود و رابرت را برای این مأموریت توصیه کرد. پس از پایان سفر کوتاه، کنیکوت فهرستی از جانوران شهرستان کوک را منتشر نمود. نخستین گونه‌های جدید که توسط کنیکوت شناسایی شده بود، مار شمالی ایلینوی بود که وی آنرا به بیرد فرستاد. بیرد پیشنهاد کرد تا کنیکوت این گونه را به افتخار کرتلاند، ریجینا کرتلاندی نام‌گذاری نماید (امروزه کلونوفیس کرتلاندی). کنیکوت یک مقاله سه-قسمتی را از ۱۸۵۶ تا ۱۸۵۸ میلادی تحت عنوان «چهارپایان ایلینوی که برای کشاورزان مضر و مفید هستند» منتشر نمود. در این مقاله، کنیکوت شدیداً از کشاورزان التماس نمود تا قبل از اینکه جانوران وحشی را نابود نمایند، عادت‌های آنها را مطالعه کنند. هیئت امنای دانشگاه نورث‌وسترن در اوایل ۱۸۵۷ میلادی به نزد کنیکوت آمده و از وی درخواست نمودند تا به آنها در راستای ساختن یک موزه تاریخ طبیعی همکاری نماید. در اواخر همان سال، کنیکوت آکادمی علوم شیکاگو را به‌طور مشترک بنیان‌گذاری کرد. برای دو زمستان بعدی، کنیکوت در مؤسسه اسمیتسونین در واشینگتن دی.سی. کار کرده و به بیرد در راستای تنظیم کلکسیون‌های دوزیستان و خزندگان وی همکاری نمود. در آنجا او با ویلیام استیمپسن آشنا شده و بخشی از باشگاه مگاتریوم شد.
در آوریل ۱۸۵۹، او یک سفر اکتشافی را آغاز کرد تا از جنگل برفی جنب‌شمالگ در شمال‌غربی کانادا در جاییکه حالا رود مکنزی و رودخانه یوکان قرار دارد و در تندرا و فراتر از آن، نمونه‌های مرتبط با تاریخ طبیعی گردآوری نماید. کنیکوت با تاجران خز شرکت هادسونز بی که در آن منطقه فعالیت داشتند، آشنا شده و آنها را تشویق نمود تا نمونه‌های مرتبط با تاریخ‌طبیعی و صنایع‌دستی اقوام اولیه کانادا را گردآوری و به اسمیتسونین بفرستند. او در اواخر ۱۸۶۲ به واشینگتن بازگشت. کنیکوت در اول تصمیم گرفت به ارتش اتحادیه در جنگ داخلی آمریکا ملحق شود، اما بعداً تصمیم خود را تغییر داده و کسی دیگری را به نمایندگی از خود فرستاد. رابرت و برادر کوچک وی همراه با ادوارد درینکر کوپه و برخی دیگر از طبیعت‌شناسان برجسته در جریان جنگ داخلی در کاخ اسمیتسونین زندگی می‌کردند. او در ۱۸۶۳ میلادی به ایلینوی بازگشت تا از پدر بیمارش که مراقبت نماید، پدر وی در اواخر همان سال درگذشت.
هنگام کار تحت نظر معاون اسپنسر فولرتن بیرد در مؤسسه اسمیتسونین، رابرت کنیکوت نخستین مشخصات گونه‌های زیادی از مار تاکسا که توسط سفرهای اکتشافی به غرب ایالات متحده آورده شده بودند را نوشت.
در ۱۸۶۴ میلادی، سفر اکتشافی تلگراف اتحاد غربی به منظور یافتن یک مسیر ممکن برای خط تلگراف میان آمریکای شمالی و روسیه از طریق دریای برینگ، برگزار گردید. کنیکوت به عنوان دانشمند این سفر اکتشافی انتخاب گردیده و گروهی از طبیعت‌شناسانی که برای همکاری به وی فرستاده شده بودند، شامل دبلیو. اچ. دال بود.
این سفر اکتشافی در آوریل ۱۸۶۵ به سن فرانسیسکو رسید، اما اختلاف نظر میان رهبران آن، این معنی را می‌رساند که دستاورد کمتری از این سفر به‌دست آمده بود. گروه به‌سوی شمال به ونکوور حرکت نمود، اما کنیکوت در آنجا برای مدتی بیمار شد. پس از بهبود سلامت کنیکوت، گروه در اوت ۱۸۶۵ دوباره حرکت به‌سوی شمال به آلاسکا را آغاز کردند. کنیکوت هنگام سفر به بالای رودخانه یوکان در ماه مه ۱۸۶۶ درگذشت.
طی یک تغییر جالب، این دانشمند به موضوع مطالعه مبدل شد. دانشمندان مؤسسه اسمیتسونین در مورد علت مرگ وی از ۲۰۰۱ تا ۲۰۱۶ میلادی تحقیق نمودند. نتایج این مطالعه پیشنهاد می‌نماید که مرگ وی ناشی از ایست قلبی بود. کنیکوت ظاهراً از سندروم کیوتی رنج می‌برد و برای بهبود وضعیت سلامت خود، بدون تجویز پزشک از داروی استریکنین استفاده می‌کرد، ادویهٔ که وضعیت وی را تشدید کرد. براساس گزارش واشینگتن پُست «ترکیبی از استرس، خستگی فیزیکی و «داروی» زهری برای قلب ضعیف این دانشمند جوان، قابل تحمل نمود». با اجازه خانواده مدرن وی، کالبد وی به کلکسیون بدن انسان مؤسسه اسمیتسونین اهدا گردید.

## میراث
جسد کنیکوت که در یک جعبه فلزی جاسازی شده بود، پس از تقریباً گشت زدن دور دنیا طی یک سال، به‌جای اینکه از طریق راه‌های توسعه نیافته کانادا فرستاده شود، از طریق کشتی به روسیه و ژاپن فرستاده شده و در نهایت به خانواده او در ایلینوی تحویل داده شد. در همین زمان، وزیر خارجه ایالات متحده ویلیام اچ. سیوارد آلاسکا را طی معاهده‌ای که در ۳۰ مارس ۱۸۶۷ به امضاء رسید، از روسیه خریداری نمود.
برای گرامی‌داشت از تلاش‌های وی در حوزه دانش، یخچال کنیکوت، دره کنیکوت، ام‌وی کنیکوت و رود کنیکوت به افتخار وی نام‌گذاری شدند. شهر کنَکات که برای داشتن معادن غنی مس معروف است، برای نزدیکی به یخچال کنیکوت به این نام نامگذاری شد. با این حال، املای نام آن اندکی تغییر داده شد. مکان‌های طبیعی که پس از وی نام‌گذاری شده‌اند، هنوز هم املای اصلی کنیکوت را حفظ نموده‌اند، در حالیکه معادن و تجارت‌های مرتبط نام‌گذاری شده، املای دومی نام وی را به‌کار برده‌اند.
افزون بر موارد فوق، دو پرنده نیز پس از کنیکوت نام‌گذاری شده‌اند: جغد جارزن غربی (میگاسکوپس کنیکوتی) و سسک قطبی آلاسکا (فایلوسکوپوس بوریالیس کنیکوتی).
برخی از آثار وی در دانشگاه نورث‌وسترن و برخی دیگر در خانه خانوادگی وی، دَ گرو که یک مکان تاریخی در گلنویو، ایلینوی است، نگهداری می‌شود. قبر وی نیز در یک قطعه زمین خانوادگی در گلنویو قرار دارد. آثار وی همچنین در یک میکروفیلم در کتابخانه عمومی گلنویو و در اتاق شجره نامه و تاریخ ملحی در دسترس است.
چهره ۳-بُعدی وی، با اسکن کردن جمجمه و با استفاده از رایانه برای ساختن ساختار چهره وی، توسط مؤسسه اسمیتسونین بازسازی شده‌است. پس از آن، کپی ۳ بُعدی از جمجمه وی ساخته شده و یک مجسمه‌ساز با استفاده از خاک راس چهره وی را بازسازی نمود.
نویسنده تاریخ طبیعی دونالد کلروس پیاتی (دونالد سی. پیاتی) یک نقاشی کامل از کنیکوت را در خودزیست‌نامه پیاتی تحت عنوان «مسیر یک طبیعت‌شناس» شامل نموده‌است. پیاتی در ایامی کودکی خود، مدتی را در خانه کنیکوت سپری کرده بود.